# Sân bay quốc tế Bạch Tháp Hô Hòa Hạo Đặc
Sân bay quốc tế Bạch Tháp Hô Hòa Hạo Đặc (tiếng Trung giản thể: 呼和浩特 白塔 国际 机场) ilà một sân bay ở Hohhot (Hô Hòa Hạo Đặc), Nội Mông Cổ, Trung Quốc (IATA: HET, ICAO: ZBHH). Đây là sân bay lớn nhất tại Nội Mông Cổ và nằm 14,3 km (8,9 dặm) về phía đông trung tâm thành phố Hohhot. Tên Bạch Tháp ý nghĩa của nó có nguồn gốc từ chùa Wanbu Huayanjing, một trong những điểm tham quan di tích lịch sử tại Hohhot, cách 5,6 km (3,5 dặm) về phía đông nam của sân bay.

## Lịch sử và hiện nay
Sân bay được mở cửa ngày 1 tháng 10 năm 1958. Vào giữa thập niên 1980 và thập niên 1990, nó trải qua hai lần mở rộng và trong tháng 6 năm 2007 một nhà ga mới được xây dựng. Nhà ga mới có diện tích 54.499 m² với 11 thang lồng ra máy bay và có khả năng xử lý 3.000.000 hành khách mỗi năm. Hơn nữa, đường băng của sân bay cũng đã được kéo dài và chiều rộng của sân bay tăng lên để sân bay có thể cất cánh và hạ cánh của máy bay phản lực khổng lồ như Airbus A380. Sân bay này cũng phục vụ chính cho giao thông Trung Quốc vào Thế vận hội Mùa hè 2008.
Hiện nay sân bay Hohhot được kết nối với 28 thành phố trong nước bằng 26 đường hàng không, bên cạnh đó phục vụ các chuyến bay quốc tế đến Ulan Bator cũng như các chuyến bay thuê bao đến Hồng Kông, Nga và Thái Lan.

## Hãng hàng không và điểm đến
| Hãng hàng không                        | Các điểm đến |
| -------------------------------------- | --- |
| Aero Mongolia                          | Ulaanbaatar |
| Air China                              | Bắc Kinh-Thủ đô, Quảng Châu, Hàng Châu, Thượng Hải-Phố Đông, Thiên Tân Seasonal: Thượng Hải-Hồng Kiều |
| Air China vận hành bởi Dalian Airlines | Đại Liên |
| Beijing Capital Airlines               | Bắc Kinh-Thủ đô, Hải Khẩu, Hàng Châu, Nanchang, Vũ Hán, Hạ Môn, Trịnh Châu |
| China Eastern Airlines                 | Nam Kinh, Thượng Hải-Hồng Kiều, Thượng Hải-Phố Đông, Thâm Quyến, Shijiazhuang, Tongliao, Wuhai, Tây An, Xilinhot |
| China Express Airlines                 | Arxan, Trùng Khánh, Đại Liên, Hailar, Jiagedaqi, Manzhouli, Ordos, Tongliao, Ulanhot, Tây Ninh, Yulin |
| China Southern Airlines                | Trường Xuân, Đại Liên, Quảng Châu, Thanh Đảo, Tam Á, Thẩm Dương, Thâm Quyến, Urumqi, Tây An, Ngân Xuyên, Trịnh Châu |
| China United Airlines                  | Beijing-Nanyuan |
| EVA Air                                | Đài Bắc-Đào Viên |
| Far Eastern Air Transport              | Taichung |
| GX Airlines                            | Nam Ninh, Trịnh Châu |
| Hainan Airlines                        | Bắc Kinh-Thủ đô, Trường Xuân, Trường Sa, Hải Khẩu, Nanchang, Tam Á, Thượng Hải-Phố Đông, Thâm Quyến, Urumqi, Vũ Hán, Trịnh Châu |
| Hebei Airlines                         | Hailar, Manzhouli, Shijiazhuang |
| Hong Kong Airlines                     | Hong Kong |
| Juneyao Airlines                       | Thượng Hải-Phố Đông |
| Lucky Air                              | Côn Minh, Taiyuan |
| New Gen Airways                        | Bangkok - Donmuang |
| Okay Airways                           | Alxa Left Banner, Thiên Tân |
| Ruili Airlines                         | Côn Minh, Taiyuan, Thành Đô |
| Shandong Airlines                      | Tế Nam, Thanh Đảo, Thiên Tân, Hạ Môn |
| Shanghai Airlines                      | Hailar, Thượng Hải-Hồng Kiều |
| Shenzhen Airlines                      | Thành Đô, Quảng Châu, Hailar, Hàng Châu, Nam Kinh, Nam Ninh, Thẩm Dương, Thâm Quyến, Vũ Hán, Trịnh Châu |
| Sichuan Airlines                       | Thành Đô |
| Spring Airlines                        | Nagoya-Centrair, Shijiazhuang |
| Tianjin Airlines                       | Bayannur, Trường Sa, Chifeng, Trùng Khánh, Đại Liên, Datong, Sân bay quốc tế Long Động Bảo Quý Dương, Hailar, Hàng Châu, Cáp Nhĩ Tân, Hợp Phì, Tế Nam, Lanzhou, Linfen, Lüliang, Nanchang, Nam Ninh, Ninh Ba, Thẩm Dương, Shijiazhuang, Taiyuan, Thiên Tân, Ulanhot, Wuhai, Tây An, Xilinhot, Yantai, Ngân Xuyên, Yulin, Trịnh Châu |
| West Air                               | Trùng Khánh, Cáp Nhĩ Tân |
| Xiamen Airlines                        | Trường Sa, Phúc Châu, Hailar, Hàng Châu, Hợp Phì, Nam Kinh, Thiên Tân, Hạ Môn |

### Hàng hóa
| Hãng hàng không       | Các điểm đến                  |
| --------------------- | ----------------------------- |
| China Postal Airlines | Nam Kinh, Trịnh Châu, Taiyuan |